# Asplenium bantamense
Asplenium bantamense là một loài thực vật có mạch trong họ Aspleniaceae. Loài này được (Blume) Baker miêu tả khoa học đầu tiên năm 1867.